# Scleranthelia microsclera
Scleranthelia microsclera is een zachte koraalsoort uit de familie Clavulariidae. De koraalsoort komt uit het geslacht Scleranthelia. Scleranthelia microsclera werd in 1995 voor het eerst wetenschappelijk beschreven door Lopez, Ocaña & Garcia. 